# Stompneusapen
De stompneusapen (Rhinopithecus), ook wel goudapen genoemd, zijn  een geslacht uit de familie Apen van de Oude Wereld (Cercopithecidae).

## Verspreiding en leefgebied
Deze zeldzame apen komen voor in het noorden van Vietnam en Myanmar en in het zuiden van China, in de provincies Guizhou, Yunnan, Sichuan en Tibet.

## Taxonomie
- Geslacht: Rhinopithecus (Stompneusapen)
  - Soort: Rhinopithecus avunculus – Tonkinstompneusaap
  - Soort: Rhinopithecus bieti – Bruine stompneusaap
  - Soort: Rhinopithecus brelichi – Witmantelstompneusaap
  - Soort: Rhinopithecus roxellana – Gouden stompneusaap
  -  Soort: Rhinopithecus strykeri – Myanmarese stompneusaap